# Río Merkys
El río Merkys (en el idioma bielorruso Мерычанка o Мяркіс (Merychyanka, Myarkis)) es un río que fluye por Lituania y Bielorrusia.  
Su nacientes son en la altura de Oshmiany, en el territorio de Bielorrusia. En los primeros 15 km fluye por esta país y después fluye por Lituania. El Merkys desemboca en el río Neman en la localidad de Merkinė.
Los mayores afluentes de Merkys son:
- Šalčia, Verseka, Duobupis, Ūla, Grūda, Skroblus (por el margen izquierdo);
- Lukna, Geluža, Spengla, Varėnė, Nedingis (por el margen derecho).

En las orillas del río es el ciudad lituano Varėna. La cuenca de Merkys tiene el bosque la más grande de Lituania que es llamado Dainavos giria. Sus ríos son claros y frescos. Mucha parte de este región es protegida por el parque nacional Dzūkija. 